# Pałac w Kamionnej
Pałac w Kamionnej (niem. Schloss Kammendorf) –  zabytkowy pałac w miejscowości Kamionna.

## Historia
Pałac  w ruinie zbudowany na bazie wcześniejszego, pochodzącego z około 1570 r. W latach 1740–1744 Franciscus Alexander Augustus baron von Kalckreuth z żoną Marią Elizabeth Schmerhowsky von Lidkowitz wznieśli barokowy pałac. W połowie XIX w. rozebrano południowe i wschodnie skrzydła, reszta została poważnie uszkodzona w 1945 r. Zachowały się głównie pomieszczenia parteru. 

## Opis
Piętrowy pałac kryty niskim dachem czterospadowym, następnie dachem mansardowym. Od frontu ryzalit zwieńczony trójkątnym frontonem, pod którym znajdował się kartusz z herbem. Nad głównym wejściem balkon z kamienną balustradą wsparty dwoma kolumnami korynckimi.